# Glyphidocera abiasta
Glyphidocera abiasta är en fjärilsart som beskrevs av Edward Meyrick 1936. Glyphidocera abiasta ingår i släktet Glyphidocera och familjen Symmocidae. Inga underarter finns listade i Catalogue of Life.